# پل سوواژ (بازیکن فوتبال)
پل سوواژ (فرانسوی: Paul Sauvage‎؛ زادهٔ ۱۷ مارس ۱۹۳۹) یک بازیکن فوتبال در پست مهاجم اهل فرانسه است.

## باشگاهی
از باشگاه‌هایی که در آن بازی کرده‌است می‌توان به والنسین و استاد رنس اشاره کرد.

## تیم ملی
وی همچنین در تیم ملی فوتبال فرانسه بازی کرده است.